# ティム・バーン

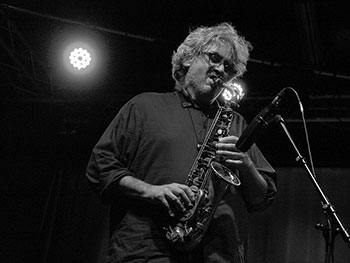
ティム・バーン

ティム・バーン（Tim Berne、1954年10月16日 - ）は、アメリカのアヴァンギャルド・ジャズ・サックス奏者、レコード・レーベル・オーナー。

## 略歴
バーンは、オレゴン州のルイス&クラークカレッジに通うまで、楽器を演奏することに興味がなかったという。ジュリアス・ヘンフィルのアルバム『Dogon A.D.』（1972年）を聴いて、ジャズを意識するようになった。リズム・アンド・ブルース好きであったバーンには、ヘンフィルがR&Bのソウルフルさでジャズを演奏しているように感じられた。1974年にニューヨークを訪れ、ヘンフィルと会った。ヘンフィルは彼にサックスのレッスンと、自分のキャリアをマネージメントする方法についてのアドバイスを与えた。バーンは1979年にレコード・レーベル「Empire」を立ち上げた。
「Empire」では、ジョン・カーター、アレックス・クライン、ネルス・クライン、オル・ダラ、ヴィニー・ゴリア、ポール・モチアン、エド・シューラーらアヴァンギャルド・ジャズのミュージシャンたちと4枚のアルバムを録音した。続く2枚のアルバムは、1980年代初頭にSoul Noteから登場。これらのセッションでは、トランペット奏者のハーブ・ロバートソンと共演している。その後、コロムビアと契約を結び、ロバートソン、ハンク・ロバーツ、ビル・フリゼールとレコーディングを行った。2枚のアルバムの後、彼はアヴァンギャルド・ジャズで名を知られるレーベル、JMTと契約。1990年代には、ハンク・ロバーツとジョーイ・バロンとのトリオ「ミニアチュール」や、ジャンゴ・ベイツ、マーク・ドレッサー、マルク・デュクレ、スティーヴ・スウェル、ボビー・プレヴィットとのバンド「カオス・トターレ」で録音した。彼はマイケル・フォーマネクとジム・ブラックとのトリオを率い、カルテットとなるためにクリス・スピードを加えた。やがてポリグラムが、JMTを購入し、閉鎖した。このことが、バーンが自身のアルバムを発信するレーベル「Screwgun Records」を始めるきっかけとなった。
彼は、ジム・ブラックとウィルコのネルス・クラインとのグループ「BB&C（Berne / Black / Cline）」というトリオにおいて3分の1の役割を担っている。このグループは2011年に『The Veil』と呼ばれる絶賛されたアルバムをリリースした。

## グループ
- ミニアチュール (Miniature) ※with ジョーイ・バロン、ハンク・ロバーツ
- カオス・トターレ (Caos Totale) ※with ジャンゴ・ベイツ、マーク・ドレッサー、マルク・デュクレ、ボビー・プレヴィット、ハーブ・ロバートソン、スティーヴ・スウェル
- ブラッドカウント (Bloodcount) ※with ジム・ブラック、マルク・デュクレ、マイケル・フォーマネク、クリス・スピード
- ビッグ・サタン (Big Satan) ※with トム・レイニー、マルク・デュクレ
- ハード・セル (Hard Cell) ※with トム・レイニー、クレイグ・テイボーン
- サイエンス・フィクション (Science Friction) ※with トム・レイニー、クレイグ・テイボーン、マルク・デュクレ
- パラフレイズ (Paraphrase) ※with トム・レイニー、ドリュー・グレス
- バッファロー・コーリージョン (Buffalo Collision) ※with ハンク・ロバーツ、イーサン・アイバーソン、デヴィッド・キング
- BB&C (BB&C) ※with ネルス・クライン、ジム・ブラック
- スネイクオイル (Snakeoil) ※with オスカー・ノリエガ、マット・ミッチェル、チェス・スミス
- ブロークン・シャドウ (Broken Shadows) ※with デイヴ・キング、レイド・アンダーソン、クリス・スピード

## ディスコグラフィ

### リーダー・アルバム
- The Five Year Plan (1979年、Empire)
- 7X (1980年、Empire)
- Spectres (1981年、Empire)
- Songs and Rituals in Real Time (1982年、Empire)
- Theoretically (1983年、Empire) ※with ビル・フリゼール
- The Ancestors (1983年、Soul Note)
- Mutant Variations (1983年、Soul Note)
- Fulton Street Maul (1986年、CBS)
- Sanctified Dreams (1988年、Columbia)
- 『ミニアチュール』 - Miniature (1988年、JMT) ※ミニアチュール名義
- 『フラクチュアード・フェアリー・テール』 - Tim Berne's Fractured Fairy Tales (1989年、JMT)
- 『ペイス・ユアセルフ』 - Pace Yourself (1991年、JMT)
- 『アイ・キャント・プット・マイ・フィンガー・オン・イット』 - I Can't Put My Finger on It (1991年、JMT) ※ミニアチュール名義
- 『ティム・バーン&デヴィッド・サンボーン・プレイ・ジュリアス・ヘンフィル ミステリーズ』 - Diminutive Mysteries (Mostly Hemphill) (1992年、JMT)
- 『ナイス・ヴュー』 - Nice View (1994年、JMT)
- 『ロウライフ:パリ・コンサートVol.1』 - Lowlife: The Paris Concert (1995年、JMT)
- 『ポイズンド・マインズ:パリ・コンサートVol.2』 - Poisoned Minds: The Paris Concert (1995年、JMT)
- 『パリ・コンサートVol.3』 - Memory Select: The Paris Concert (1995年、JMT)
- Inference (1995年、Music & Arts) ※with マリリン・クリスペル
- 『ブラッドカウント・アンワウンド』 - Unwound (1997年、Screwgun) ※ブラッドカウント名義
- 『ビッグ・サタン』 - Big Satan - I Think They Liked It Honey (1997年、Winter & Winter)
- Visitation Rites (1997年、Screwgun) ※パラフレイズ名義
- Discretion (1997年、Screwgun) ※ブラッドカウント名義
- Saturation Point (1997年、Screwgun) ※ブラッドカウント名義
- Ornery People (1998年、Little Brother) ※with マイケル・フォーマネク
- Cause & Reflect (1998年、Level Green) ※with ハンク・ロバーツ
- Please Advise (1998年、Screwgun) ※パラフレイズ名義
- Melquiades (1999年、Splasc(H)) ※with エンテン・エラー
- Ellessi (1999年、Splasc(H)) ※with ユンベルト・ペトリーニ
- Mosaiques (2000年、Yolk) ※with Jazzophone Compagnie
- Auto da Fe (2001年、Splasc(H)) ※with エンテン・エラー
- The Shell Game (2001年、Thirsty Ear) ※with クレイグ・テイボーン、トム・レイニー
- Open, Coma (2001年、Screwgun)
- Science Friction (2002年、Screwgun)
- The Sevens (2002年、New World)
- The Sublime And (2003年、Thirsty Ear)
- 『ソウルズ・セイヴド・ヒア』 - Souls Saved Hear (2004年、Thirsty Ear) ※ビッグ・サタン名義
- Electric and Acoustic Hard Cell Live (2004年、Screwgun)
- Feign (2005年、Screwgun) ※ハード・セル名義
- Pre-Emptive Denial (2005年、Screwgun) ※パラフレイズ名義
- Live in Cognito (2007年、Screwgun) ※ビッグ・サタン名義
- Seconds (2007年、Screwgun)
- Duck (2008年、Screwgun) ※バッファロー・コーリージョン名義
- Insomnia (2011年、Clean Feed)
- Old and Unwise (2011年、Clean Feed) ※with ブルーノ・シュヴィヨン
- The Veil (2011年、Cryptogramophone) ※BB&C名義
- Intollerant (2011年、Auand) ※with Mr. Rencore
- Snakeoil (2012年、ECM)
- Shadow Man (2013年、ECM) ※スネイクオイル名義
- You've Been Watching Me (2015年、ECM) ※スネイクオイル名義
- Spare (2015年、Screwgun) ※スネイクオイル名義
- Incidentals (2017年、ECM) ※スネイクオイル名義
- Angel Dusk (2018年、Screwgun) ※with マット・ミッチェル
- The Fantastic Mrs. 10 (2020年、Intakt) ※スネイクオイル名義
- The Coanda Effect (2020年、Relative Pitch) ※with ナシート・ウェイツ
- 1 (2020年、Screwgun) ※with マット・ミッチェル
- Adobe Probe (2020年、Screwgun) ※Tim Berne 7名義
- Sacred Vowels (2020年、Screwgun)
- The Deceptive Four (2020年、Intakt) ※スネイクオイル名義
- Spiders (2020年、Out of Your Head) ※with マット・ミッチェル[3]

### 参加アルバム
レイ・アンダーソン
- Big Band Record (1994年、Gramavision)

ネルス・クライン
- Angelica (1988年、Enja)

マルク・デュクレ
- Tower Vol. 2 (2011年、Ayler)
- Tower Bridge (2014年、Ayler)

サイモン・フェル
- Positions & Descriptions (2011年、Clean Feed)

Figure 8
- Pipe Dreams (1994年、Black Saint)

マイケル・フォーマネク
- 『エクステンデッド・アニメーション』 - Extended Animation (1992年、Enja)
- Loose Cannon (1993年、Soul Note) with Jeff Hirshfield
- 『ロー・プロフィール』 - Low Profile (1994年、Enja)
- Nature of the Beast (1997年、Enja)
- The Rub and Spare Change (2010年、ECM)
- Small Places (2012年、ECM)
- The Distance (2016年、ECM)

ヴィニー・ゴリア
- Compositions for Large Ensemble (1984年、Nine Winds)
- Facts of Their Own Lives (1986年、Nine Winds)

ドリュー・グレス
- Spin & Drift (2001年、Premonition)
- 7 Black Butterflies (2005年、Premonition)
- The Irrational Numbers (2007年、Premonition)
- The Sky Inside (2013年、Pirouet)

マーク・ヘリアス
- Split Image (1985年、Enja)
- The Current Set (1986年、Enja)

ジュリアス・ヘンフィル
- 『ファイヴ・コード・スタッド』 - Five Chord Stud (1994年、Black Saint)
- 『ワン・アトモスフィア』 - One Atmosphere (2003年、Tzadik)

イングリッド・ラブロック
- Ubatuba (2015年)

ハンク・ロバーツ
- 『ブラック・パステルズ』 - Black Pastels (1988年、JMT)

ハーブ・ロバートソン
- 『トランスペアレンシー』 - Transparency (1985年、JMT)
- 『“X-サープツ”ライヴ・アット・ウィリサウ』 - X-Cerpts: Live at Willisau (1987年、JMT)
- Elaboration (2005年、Clean Feed)
- Real Aberration (2007年、Clean Feed)

ジョージ・シュラー
- Hellbent (2002年、Playscape)

チェス・スミス
- Hammered (2013年、Clean Feed)

スプリング・ヒール・ジャック
- Masses (2001年、Thirsty Ear)

デヴィッド・トーン
- 『プレゼンス』 - Prezens (2005年、ECM)

ステファン・ウィンター
- 『ザ・リトル・トランペット』 - The Little Trumpet (1986年、JMT)

山下洋輔
- 『ウェイズ・オブ・タイム』 - Ways of Time (1995年、Verve)

ジョン・ゾーン
- 『復讐のガンマン〜エンニオ・モリコーネ作品集』 - The Big Gundown (1986年、Nonesuch/Icon)
- 『スパイVSスパイ -オーネット・コールマンの音楽-』 - Spy vs Spy (1989年、Elektra/Musician)